# Guilliers
Guilliers (bret. Gwiler-Porc'hoed) – miejscowość i gmina we Francji, w regionie Bretania, w departamencie Morbihan.
Według danych na rok 1990 gminę zamieszkiwało 1207 osób, a gęstość zaludnienia wynosiła 34 osoby/km² (wśród 1269 gmin Bretanii Guilliers plasuje się na 504. miejscu pod względem liczby ludności, natomiast pod względem powierzchni na miejscu 191.).